# Casbia ammophila
Casbia ammophila är en fjärilsart som beskrevs av Turner 1947. Casbia ammophila ingår i släktet Casbia och familjen mätare. Inga underarter finns listade i Catalogue of Life.